# ジャンヌ・ド・ヴァンドーム
ジャンヌ・ド・ヴァンドーム（フランス語：Jeanne de Vendôme, 1371年 - 1372年）は、ヴァンドーム女伯およびカストル女伯（在位：1371年 - 1372年）。

## 生涯
ジャンヌはヴァンドーム伯ブシャール7世とイザベル・ド・ブルボン（ラ・マルシュ伯ジャック1世の娘）の娘である。母イザベルは1371年5月にジャンヌを出産した際に死去し、その半年後の同年11月に父ブシャール7世も死去した。ジャンヌが伯位を継承し、父方の祖母ジャンヌ・ド・ポンチューが摂政となったが、その数か月後にジャンヌは死去した。